# یواس‌اس اباتان (ای‌دابلیو-۴)
یواس‌اس اباتان (ای‌دابلیو-۴) (به انگلیسی: USS Abatan (AW-4)) یک کشتی بود که طول آن ۵۲۳ فوت ۶ اینچ (۱۵۹٫۵۶ متر) بود. این کشتی در سال ۱۹۴۴ ساخته شد.